# Mathias Greve
Mathias Greve, né le 11 février 1995 à Langeskov (en) au Danemark, est un footballeur danois qui évolue au poste d'ailier gauche au Randers FC.

## Biographie

### Carrière en club
Né à Langeskov (en) au Danemark, Mathias Greve commence le football au Langeskov IF, club de sa ville natale, avant de poursuivre sa formation à l'Odense BK. Le 4 avril 2014 il signe son premier contrat professionnel et est intégré à l'équipe première à l'été 2014. Il joue son premier match en professionnel le 25 juillet 2014 lors d'un match de Superligaen, l'élite du football danois face au FC Vestsjælland. Il entre en jeu à la place de Darko Bodul (en) ce jour-là et son équipe s'incline par trois buts à un.
Le 27 janvier 2020, lors du mercato hivernal, Mathias Greve rejoint le Randers FC.
Greve commence la saison 2021-2022 en grande forme, ses prestations avec le Randers FC lui valent d'être élu joueur du mois de juillet 2021 en Superliga.
Le 4 août 2021, Mathias Greve rejoint le Brøndby IF,. Il joue son premier match sous ses nouvelles couleurs le 8 août suivant, lors du derby face au FC Copenhague. Il est titularisé et son équipe s'incline par quatre buts à deux.
C'est également contre le FC Copenhague que Greve marque son premier but pour le Brøndby IF, le 8 mai 2022. Entré en jeu à la place de Christian Cappis, il marque le but égalisateur de son équipe dans le temps additionnel (1-1 score final).
Mathias Greve fait son retour au Randers FC lors de l'été 2024. Il signe le 30 août 2024 un contrat de quatre ans avec les Hestene, soit jusqu'en juin 2028.

### En sélection
Le 27 mars 2015, il joue son premier match avec l'équipe du Danemark espoirs face à la Turquie. Il est titulaire et son équipe perd le match (2-0).